# 東湖 (日本の企業)
東湖株式会社（とうこ）は、中華料理店「御膳房」などを運営する会社。本社は東京都港区に本社を置く。

## 店舗
店舗
- 御膳房 六本木店
- 御膳房 銀座店
- 百菜百味 東急プラザ銀座店
- 168点心飲茶&バル 銀座インズ店
- 168点心飲茶&薬膳鍋 渋谷ヒカリエ店
- 蓮香楼
- 珞珈壹号 銀座店（カッカイチゴウ）

系列店
- 全聚徳 銀座店
- 全聚徳 新宿店
- 全聚徳 六本木店
  - Bar夢幻 - 六本木店内
- 全聚徳 丸ビル店

## その他
- 代表取締役の徐耀華は全聚徳ジャパンの会長を務め[3]、妻の劉岩は全聚徳ジャパン代表取締役社長を務める[4]。
- ２０２５年０４月、コロナ支援金詐取疑いで 徐耀華が三回目で再逮捕されました。

## 参照
- 第649回　東湖株式会社　代表取締役　徐 耀華（ジョ　ヨウカ）氏【飲食の戦士たち：株式会社キイストン特別コラム】

## 公式HP
- 会社概要 | 御膳房グループ | 徐 耀華 | 東湖株式会社

| スタブアイコン | サブスタブ | この項目は、まだ閲覧者の調べものの参照としては役立たない、企業に関連した書きかけの項目です。この項目を加筆・訂正などしてくださる協力者を求めています（PJ:経済）。 |